# 罗夫莱多德尔马索
罗夫莱多德尔马索，是西班牙卡斯蒂利亚-拉曼恰托莱多省的一个市镇。总面积137平方公里，总人口476人（2001年），人口密度3人/平方公里。